# 马蒂尼亚 (汝拉省)
马蒂尼亚（法語：Martigna，法語發音：[maʁtiɲa]）是法国汝拉省的一个市镇，位于该省东南部，属于圣克洛德区。

## 地理
马蒂尼亚（46°23'21"N, 5°41'57"E）面积8.77 平方千米，位于法国勃艮第-弗朗什-孔泰大區汝拉省，该省份为法国东部内陆省份，北起上索恩省，西北接科多尔省，西临索恩-卢瓦尔省，南至安省，东与杜省和瑞士接壤。
与马蒂尼亚接壤的市镇（或旧市镇、城区）包括：穆瓦朗昂蒙塔涅、热尔、莱克特、蒙屈塞勒、维拉尔代里亚。

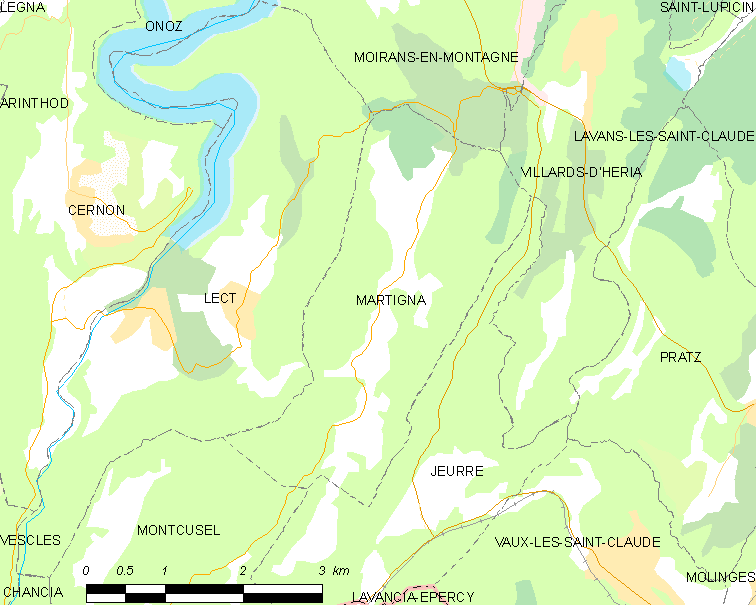
的OSM定位图

马蒂尼亚的时区为UTC+01:00、UTC+02:00（夏令时）。

## 行政
马蒂尼亚的邮政编码为39260，INSEE市镇编码为39318。

## 政治
马蒂尼亚所属的省级选区为穆瓦朗昂蒙塔涅县。

## 人口

1962-2008年间人口变化图示

马蒂尼亚于2022年1月1日时的人口数量为207人。